# Osgood (Missouri)
Osgood is een plaats (village) in de Amerikaanse staat Missouri, en valt bestuurlijk gezien onder Sullivan County.

## Demografie
Bij de volkstelling in 2000 werd het aantal inwoners vastgesteld op 51.
In 2006 is het aantal inwoners door het United States Census Bureau geschat op 48, een daling van 3 (-5,9%).

## Geografie
Volgens het United States Census Bureau beslaat de plaats een oppervlakte van
0,5 km², geheel bestaande uit land. Osgood ligt op ongeveer 252 m boven zeeniveau.

## Plaatsen in de nabije omgeving
De onderstaande figuur toont nabijgelegen plaatsen in een straal van 20 km rond Osgood.